# Patriotes Resistents Mai-Mai
Patriotes Resistents Mai-Mai (Francès: Patriotes Résistants Maï-Maï) fou un dels grups de la part oriental de la República Democràtica del Congo format per congolesos i per ruandesos hutus exiliats, que va lluitar durant uns anys contra l'exèrcit ruandès i els ruandesos tutsis, els ugandesos, i les milícies del Congo que els donaven suport, a la zona de Kivu del Nord. Va signar l'acord de pau de Pretoria de 2002 i va esdevenir un partit polític.
A les eleccions va aconseguir 4 escons (sobre 500).
La seva bandera és blanca amb un guerrer negre amb llança al centre portant un escut blau clar. Al damunt hi ha les lletres P. R. M. en blau clar i sota elles "PATROTES RESISTANTS" en majúscules més petites de color vermell, ocupant una mica menys que les tres lletres; sota el guerrer les lletres MAI-MAI, de manera que són més altes al centre i més baixes a les vores, formant com una muntanya.